# Base aerea di Kant
La base aerea di Kant (in kirghiso Кант авиабазасы?, Kant aviabazası e in russo Авиабаза Кант?, Aviabaza Kant) è una base aerea situata in Kirghizistan, circa 20 km ad est della capitale Biškek. È di proprietà delle Forze armate del Kirghizistan ed è operata dall'Aeronautica militare russa.

## Storia
Un aeroporto militare è stato fondato vicino a Kant nel 1941 per ospitare la Scuola per piloti dell'aviazione militare di Odessa, che era stata evacuata dall'Ucraina in Kirghizistan. Dopo l'inizio dell'operazione Barbarossa gli allievi della scuola hanno dovuto interrompere l'addestramento per partecipare alla difesa di Odessa su aerei Polikarpov I-15. In seguito la scuola di aviazione fu trasferita prima a Stalingrado e poi nei sobborghi di Frunze, l'odierna Biškek. Durante la guerra 1507 piloti sono stati addestrati nella scuola, dei quali 7 hanno ricevuto il titolo di Eroe dell'Unione Sovietica.
Nel 1947 la scuola fu rinominata Scuola di aviazione militare per piloti di Frunze e fu destinata all'addestramento dei piloti dell'Aeronautica militare dell'URSS.
Nel 1956 la scuola cominciò ad addestrare anche piloti stranieri. Tra i diplomati vi furono il futuro presidente egiziano Hosni Mubarak e il siriano Hafiz al-Asad.
In seguito alla dissoluzione dell'Unione Sovietica, nel 1992 il controllo della base passò al Kirghizistan. 

### Anni 2000
In seguito ad un accordo tra il Kirghizistan e la Russia siglato il 22 settembre 2003, la base ospita unità dell'Aeronautica militare russa. La riapertura ufficiale è avvenuta il 23 ottobre 2003, rendendo la struttura la prima base aerea russa aperta all'estero dal 1991.
Nel dicembre 2012 il Kirghizistan ha accettato di affittare la base alla Russia per 15 anni (con possibilità di estensione per ulteriori 5 anni) in cambio della cancellazione di 500 milioni di dollari statunitensi di debito.